# Hoatsin Island
Hoatsin Island (englisch; bulgarisch остров Хоацин ostrow Choazin, deutsch ‚Hoatzininsel‘) ist eine größtenteils unvereiste, in südost-nordwestlicher Ausrichtung 795 m lange und 360 m breite Insel in der Gruppe der Dannebrog-Inseln im Wilhelm-Archipel vor der Graham-Küste des Grahamlands auf der Antarktischen Halbinsel. Sie liegt 65 m südwestlich von Pegas Island, 2,8 km nordwestlich von Taralezh Island und 815 m nordnordöstlich von Shut Island.
Britische Wissenschaftler kartierten sie 2001. Die bulgarische Kommission für Antarktische Geographische Namen benannte sie 2020 deskriptiv, da sie in ihrer Form einem Hoatzin ähnelt.